# Piave Pinot bianco
Il Piave Pinot Bianco era una tipologia del vino DOC Vini del Piave abolita nel 2011, la cui produzione era consentita nelle province di Treviso e Venezia.

## Caratteristiche organolettiche
- colore: giallo paglierino.
- odore: delicato e caratteristico.
- sapore: pieno, morbido, armonico.

## Produzione
Provincia, stagione, volume in ettolitri
- Treviso  (1990/91)  657,37
- Treviso  (1991/92)  1242,71
- Treviso  (1992/93)  1907,85
- Treviso  (1993/94)  1890,77
- Treviso  (1994/95)  2588,29
- Treviso  (1995/96)  1765,96
- Treviso  (1996/97)  2367,54
- Venezia  (1990/91)  530,69
- Venezia  (1991/92)  613,82
- Venezia  (1992/93)  555,91
- Venezia  (1993/94)  389,6
- Venezia  (1994/95)  497,12
- Venezia  (1995/96)  238,21
- Venezia  (1996/97)  240,66